# Castianeira albopicta
Castianeira albopicta is een nomen dubium.
De wetenschappelijke naam werd in 1931 gepubliceerd door Frederick Henry Gravely. De beschrijving was gebaseerd op een vrouwtje. Het is onbekend waar het typemateriaal zich beindt.